# Fernand Clément
Fernand Clément (1883-1950) est un historien de la franc-maçonnerie belge.

## Carrière maçonnique
- Ingénieur de formation, Fernand Clément est initié à Namur (La Bonne Amitié) en mars 1914.
- En juillet 1922, il participe au relèvement des colonnes du Souverain Chapitre de l’Intérieur de Temple en la Vallée de Namur.
- 33e actif  et grand chancelier secrétaire général le 22 octobre 1937, il devient le seizième chef de rite (souverain grand maître) du Suprême Conseil de Belgique le 7 novembre 1948.
- Une cérémonie funèbre in memoriam est célébrée le 17 décembre 1950.

## Principales publications
- 1924 : « Contribution à l’histoire de la Respectable loge ‘‘La Bonne Amitié’’ à l’Orient de Namur », Bulletin du Grand Orient de Belgique, p. 139-288.
- 1936 : Ancienneté des loges de Mons et de Namur. Rapport présenté à la Commission spéciale du Grand Orient de Belgique le 26 mars 1935 au nom de la Loge de Namur, Gembloux, Imprimerie Boulle, 26 pp.
- 1937 : Contribution à l’étude des hauts grades de la Franc-Maçonnerie et particulièrement à l’histoire du rite écossais ancien et accepté en Belgique, Bruxelles, Édition du Suprême Conseil de Belgique, 58 pp.
- 1940 : Histoire de la franc-maçonnerie belge au XIXe siècle. Première partie. De 1800 à 1850, s. l., 155 pp.